# Campionat del Canadà de motocròs
El Campionat del Canadà de Motocròs, regulat pel CMRC (Canadian Motorsport Racing Club), és la màxima competició de motocròs que es disputa al Canadà. Instaurat per la federació canadenca de motociclisme (CMA, Canadian Motorcycle Association) el 1958, el campionat estigué organitzat exclusivament per aquesta entitat fins al 1994, en què el CMRC va crear el seu propi campionat paral·lel. A partir de 1999, la CMA va deixar de convocar el seu i, des d'aleshores, només es disputa el del CMRC. El 2017, la promotora d'esdeveniments Jetwerx Inc. va adquirir el Canadian Motorsport Racing Club i el rebatejà com a Motorsport Racing Canada (MRC). Des d'aleshores, el campionat del Canadà s'anomena oficialment Triple Crown Series i l'organitza aquesta entitat.

## Història
Durant les dècades del 1950 i 1960, diversos clubs motociclistes promocionaven activament la competició fora d'asfalt al Canadà. El motocròs, però, hi era força diferent de l'actual, ja que s'assemblava més a les curses camp a través que es feien aleshores als EUA i es coneixia, com passava al país veí, amb el nom de scramble. No fou fins al 1969 que el motocròs "a l'europea" va començar a arrelar al Canadà, gràcies a la primera cursa de nivell que se'n celebrà el 2 de novembre a Copetown (un districte de Hamilton, Ontario). Es tractava d'una prova internacional que comptà amb la participació estel·lar de pilots europeus de prestigi i que va marcar l'inici de l'eclosió del motocròs al país.
Fins al final de la dècada de 1970, el campionat del Canadà va ser dominat per experts pilots estrangers, «importats» pels distribuïdors de motocicletes al Canadà amb l'esperança de guanyar-ne fàcilment el títol per a les seves respectives marques. Així, Kawasaki va contractar el suec Jan-Eric Sällqvist; ČZ, el txec Vlastimil Valek; Yamaha, el japonès Nicky Kinoshita i Suzuki, el també japonès Masaru Ikeda i el californià Jim Turner, aconseguint així tots ells els triomfs que volien.

## Llista de guanyadors
Font:

### Primera etapa (1958-2004)
| Any  | 500 cc         | 250 cc           |
| ---- | -------------- | ---------------- |
| 1958 | Tom Richardson | Vern Amor        |
| 1959 | Bill Sharpless | Joe Bolger       |
| 1960 | Bill Sharpless | Ron Wheatley     |
| 1961 | Matti Pellinen | Vern Amor        |
| 1962 | Timer Simons   | Dick Garlepy     |
| 1963 | Reg Bellerose  | Ted Toupin       |
| 1964 | -              | Yvon Duhamel     |
| 1965 | -              | Zoli Berenyi Sr  |
| 1966 | -              | Magnus Kleele    |
| 1967 | -              | Seppo Makinen    |
| 1968 | Maurice Fraser | -                |
| 1969 | -              | Zdeno Syrovy     |
| 1970 | -              | Jorma Rautiainen |
| 1971 | -              | Ron Keys         |

| Any  | 500 cc             | 250 cc             | 125 cc           |
| ---- | ------------------ | ------------------ | ---------------- |
| 1972 | Ron Keys           | Heikki Ylonen      | Ron Keys         |
| 1973 | Vlastimil Valek    | Ron Keys           | Bill McLean      |
| 1974 | Jan-Eric Sallqvist | Jan-Eric Sallqvist | Heikki Ylonen    |
| 1975 | Jan-Eric Sallqvist | Mike Runyard       | Masaru Ikeda     |
| 1976 | Jim Turner         | Jim Turner         | Nicky Kinoshita  |
| 1977 | Jan-Eric Sallqvist | Jan-Eric Sallqvist | Alan Logue       |
| 1978 | Bill McLean        | Jim Turner         | Zoli Berenyi Jr. |
| 1979 | Stan Currington    | -                  | Kim Houde        |
| 1980 | Ross Pederson      | George Jones       | Terry Hofoss     |
| 1981 | Ross Pederson      | Ross Pederson      | Terry Hofoss     |
| 1982 | Ross Pederson      | Ross Pederson      | Ross Pederson    |
| 1983 | Ross Pederson      | Ross Pederson      | Ross Pederson    |
| 1984 | Mike Harnden       | Ross Pederson      | Ross Pederson    |
| 1985 | Ross Pederson      | Ross Pederson      | Doug Hoover      |
| 1986 | Ross Pederson      | Ross Pederson      | Ross Pederson    |
| 1987 | Ross Pederson      | Ross Pederson      | Ross Pederson    |
| 1988 | Doug Hoover        | Ross Pederson      | Allan Dyck       |
| 1989 | Allan Dyck         | Allan Dyck         | Allan Dyck       |
| 1990 | Carl Vaillancourt  | Ross Pederson      | Ross Pederson    |
| 1991 | Ross Pederson      | Ross Pederson      | Ross Pederson    |
| 1992 | Carl Vaillancourt  | Ross Pederson      | Ross Pederson    |
| 1993 | Carl Vaillancourt  | Ross Pederson      | Ross Pederson    |

| Any  | 250 cc            | 125 cc             |
| ---- | ----------------- | ------------------ |
| 1994 | Carl Vaillancourt | Mike Jones         |
| 1995 | Carl Vaillancourt | Jean-Sebastien Roy |
| 1996 | Marco Dube        | Marty Burr         |
| 1997 | Blair Morgan      | Blair Morgan       |
| 1998 | Blair Morgan      | Marco Dube         |
| 1999 | Blair Morgan      | Blair Morgan       |

| Any  | 250 cc             | 125 cc East     | 125 cc West     |
| ---- | ------------------ | --------------- | --------------- |
| 2000 | Doug Dubach        | Josh Woods      | Sean Hamblin    |
| 2001 | Jean-Sebastien Roy | Simon Homans    | Brad Hagseth    |
| 2002 | Jean-Sebastien Roy | Derrick Fisher  | Brad Hagseth    |
| 2003 | Jean-Sebastien Roy | Randy Valade    | Evan Laughridge |
| 2004 | Jean-Sebastien Roy | Donnie McGourty | Dusty Klatt     |

Notes
1. ↑  Les fonts són contradictòries pel que fa a l'edició de 1975, ja que recullen els resultats de la categoria de 250cc per duplicat i, per tant, amb dos campions diferents: Mike Runyard o bé Jan-Eric Sallqvist.
2. ↑  Les fonts són contradictòries pel que fa a l'edició de 1975, ja que recullen els resultats de la categoria de 125cc per duplicat i, per tant, amb dos campions diferents: Masaru Ikeda o bé Heikki Ylonen.

### Segona etapa (2005-Actualitat)
A 31 de desembre de 2024
| Any  | MX1                | MX2 West     | MX2 East        |
| ---- | ------------------ | ------------ | --------------- |
| 2005 | Jean-Sebastien Roy | Dusty Klatt  | Michael Willard |
| 2006 | Dusty Klatt        | Jimmy Nelson | Kyle Chisholm   |
| 2007 | Paul Carpenter     | Jimmy Nelson | Michael Willard |
|      | MX1                | MX2          | -               |
| 2008 | Colton Facciotti   | Eric Nye     | -               |

| Any  | 450              | 250               |
| ---- | ---------------- | ----------------- |
| 2009 | Colton Facciotti | Teddy Maier       |
| 2010 | Dusty Klatt      | Tyler Medaglia    |
| 2011 | Colton Facciotti | Tyler Medaglia    |
| 2012 | Matt Goerke      | Teddy Maier       |
| 2013 | Brett Metcalfe   | Austin Politelli  |
| 2014 | Colton Facciotti | Kaven Benoit      |
| 2015 | Matt Goerke      | Kaven Benoit      |
| 2016 | Davi Millsaps    | Cole Thompson     |
| 2017 | Matt Goerke      | Shawn Maffenbeier |
| 2018 | Colton Facciotti | Jess Pettis       |
| 2019 | Colton Facciotti | Dylan Wright      |
| 2020 | Dylan Wright     | Jess Pettis       |
| 2021 | Dylan Wright     | Jacob Piccolo     |
| 2022 | Dylan Wright     | Ryder McNabb      |
| 2023 | Dylan Wright     | Ryder McNabb      |
| 2024 | Jess Pettis      | Kaven Benoit      |

## Estadístiques

### Campions amb més de 3 títols
A 31 de desembre de 2024
| Pilot              | Títols                                   |
| ------------------ | ---------------------------------------- |
| Ross Pederson      | 29 (8 x 500cc, 12 x 250cc, 9 x 125cc)    |
| Colton Facciotti   | 6 (5 x 450, 1 x MX1)                     |
| Jean-Sebastien Roy | 6 (1 x 450cc, 4 x 250cc, 1 x 125cc)      |
| Jan-Eric Sallqvist | 5 (3 x 500cc, 2 x 250cc)                 |
| Carl Vaillancourt  | 5 (3 x 500cc, 2 x 250cc)                 |
| Blair Morgan       | 5 (3 x 250cc, 2 x 125cc)                 |
| Dylan Wright       | 5 (4 x 450, 1 x 250cc)                   |
| Dusty Klatt        | 4 (1 x 450, 1 x MX1, 1 x MX2, 1 x 125cc) |
| Ron Keys           | 4 (1 x 500cc, 2 x 250cc, 1 x 125cc)      |
| Allan Dyck         | 4 (1 x 500cc, 1 x 250cc, 2 x 125cc)      |